# سيتي سنتر مردف
سيتي سنتر مردف هو مركز تسوق في منطقة مردف السكنية في دبي، الإمارات العربية المتحدة. اُفتُتح في 26 مارس 2010، وتتولى مجموعة ماجد الفطيم العقارية تطويره وإدارته. تبلغ المساحة الإجمالية للتأجير في سيتي سنتر مردف 196.000 م² ويضم 465 متجراً من متاجر البيع بالتجزئة.

## المتاجر
يشمل سيتي سنتر مردف متاجر: إيماكس (متجر تجزئة للأجهزة الإلكترونية)، هامليز (متجر تجزئة للألعاب)، كلاس أولسون (متجر لتحسين المنزل)، بوتس، أريج (لمستحضرات التجميل والعطور)، فافافوم (لمنتجات التجميل والعطور)، نعومي (للملابس الداخلية)، ناين ويست، كارين ميلين، نيولوك، مس سيلفريدج، إتش آند إم، أمريكان إيغل أوتفيترز، زارا، بيير كاردان، ماكس فاليو، ذا نورث فيس، تمبرلاند، أرماني جينز، هاكيت (للملابس الرجالي البريطانية)، صن آند ساند سبورتس، نايك، مركز التعليم المبكر، الوجهة للأمومة (أزياء وإكسسوارات الأمومة)، مذركير، ماماز وباباز، برتش هوم ستورز للأطفال، مارينا (للأثاث المنزلي)، ليكلاند (لأدوات المطبخ)، فيرجين ميغاستورز، جمبو للإلكترونيات، بوز، كانون، اتصالات، باريس غاليري (تقدم عطور من وكيل بروفوكاتور، بوس، بوشرون، بربري، بولغاري، شانيل، كريستيان ديور، دولتشي آند غابانا، غوتشي، هيرميس، جان بول غولتييه، كنزو، لاكوست، بالوما بيكاسو، فيرا وانغ، إيف سان لوران، ساعات كارتييه، ديزل، دكني، جست كافالي وفيرزاتشي).

## تناول الطعام
يضم سيتي سنتر مردف أكثر من 80 مطعماً ومقهى. تشمل المطاعم سلسلة عبد الوهاب وأونو بيزاريا آند جريل وجابينجو وجازيبو. اثنين من صالات الطعام توفر 34 منفذاً ومنطقة مطاعم ومقاهي وتناول طعام غير رسمي.

## سينمات ڤوكس
وهي صالات سينما ذات 10 شاشات تتميز بشاشتين ڤوكس غولد بيرميم مع صالة ڤوكس غولد وتجربة تقنية البعد الرابع الحسية في ڤوكس سينما.

## معرض الصور

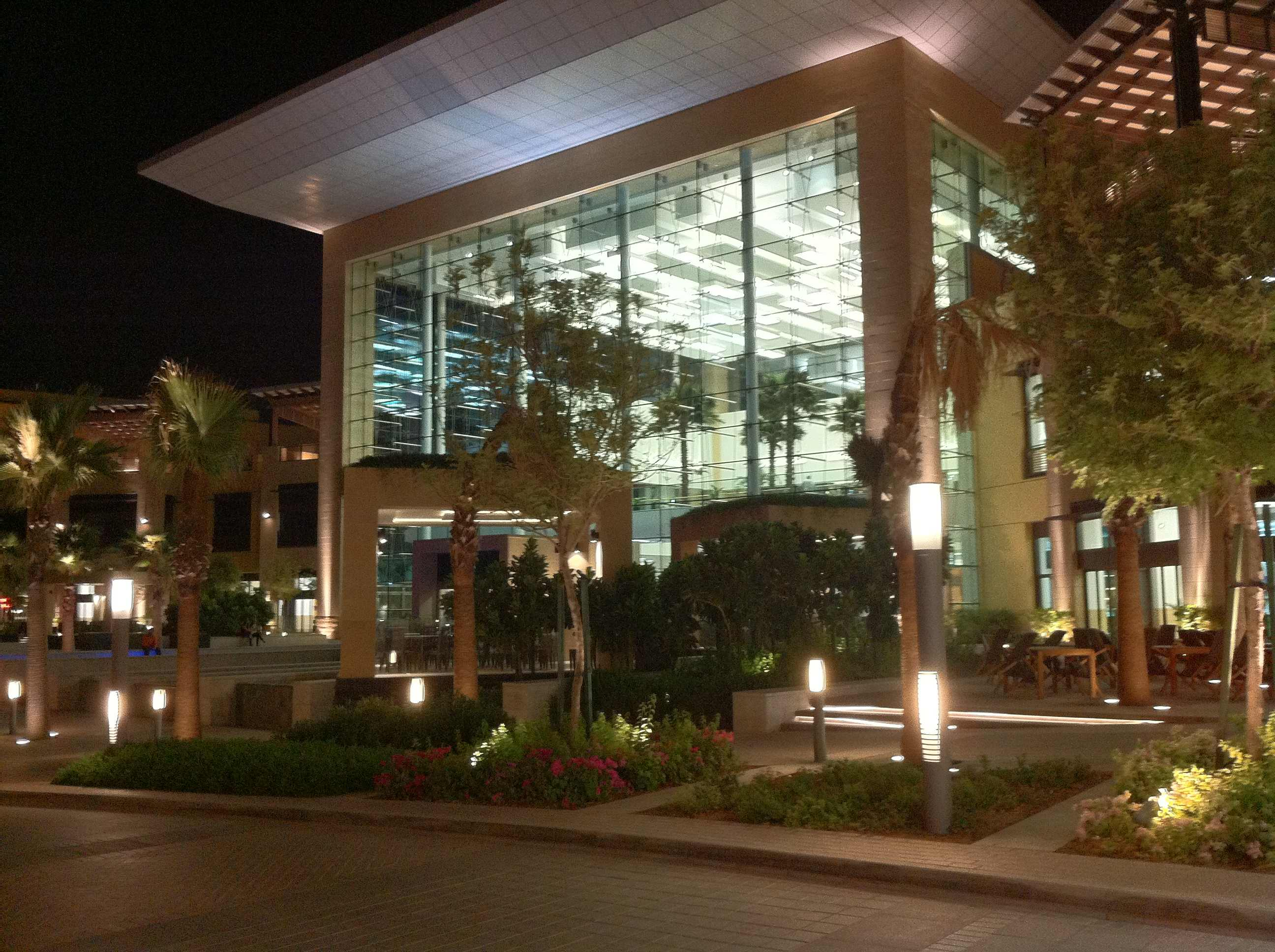
سيتي سنتر مردف من الخارج
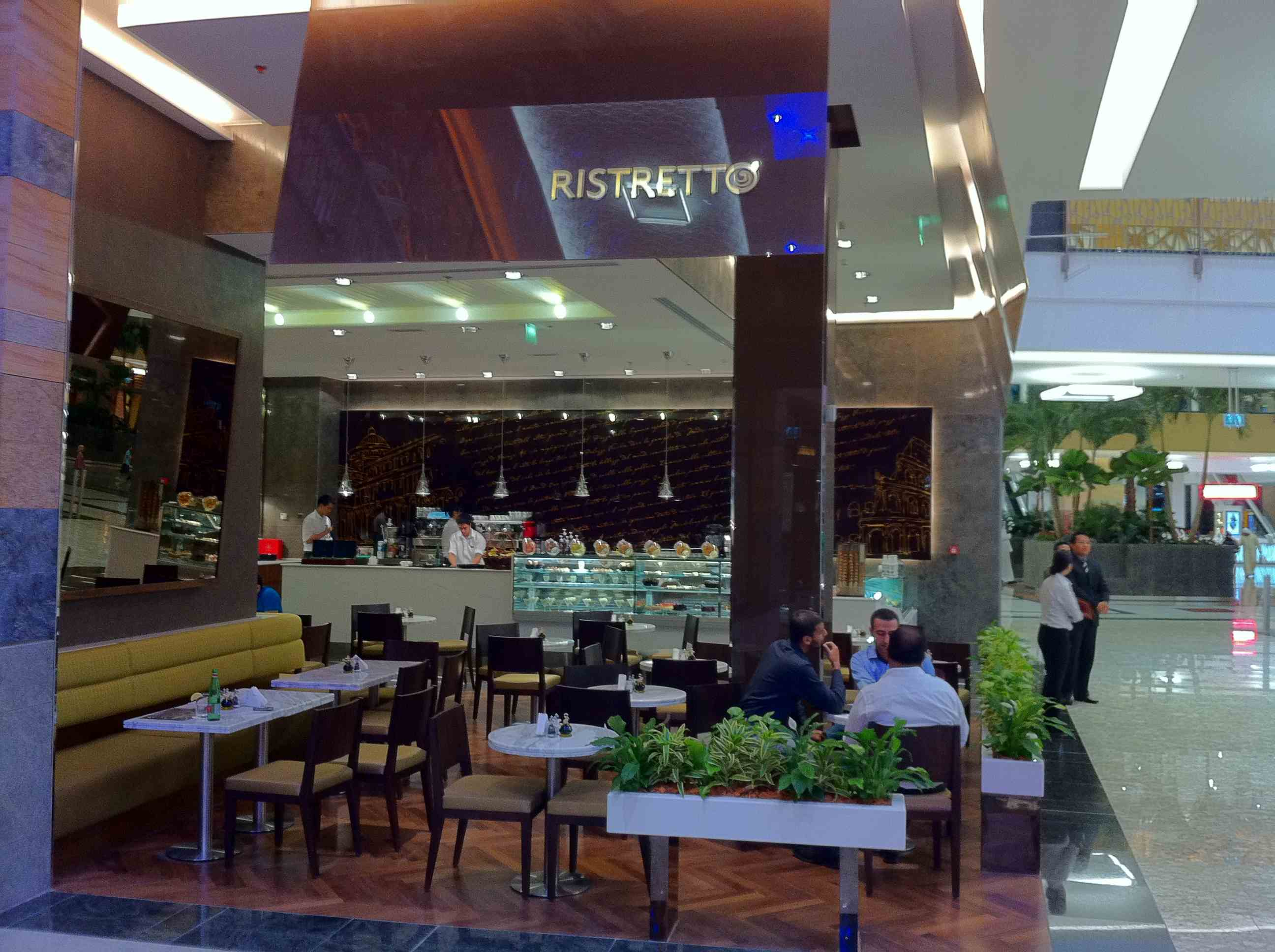
كافيه ريستريتو في سيتي سنتر مردف
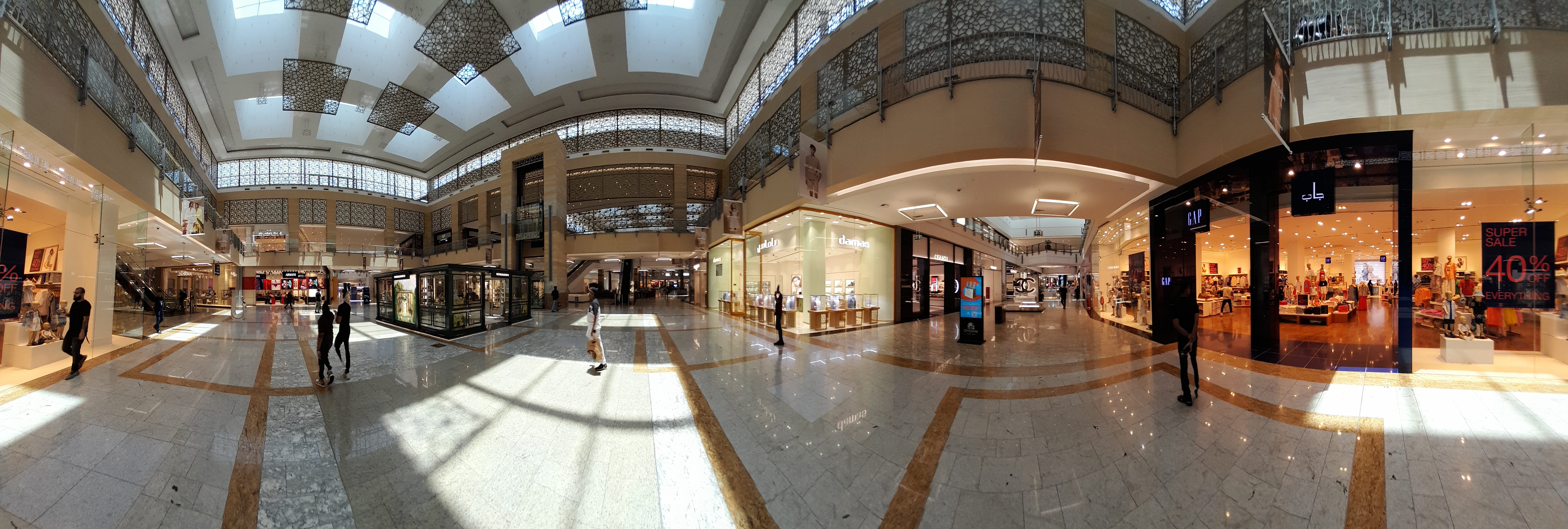
مول مردف

## وصلات خارجية
- الموقع الرسمي